# Groselha
A groselha (Ribes rubrum) é a baga vermelha da groselheira, planta da espécime das ribesiáceas. É nativa da Europa Ocidental.

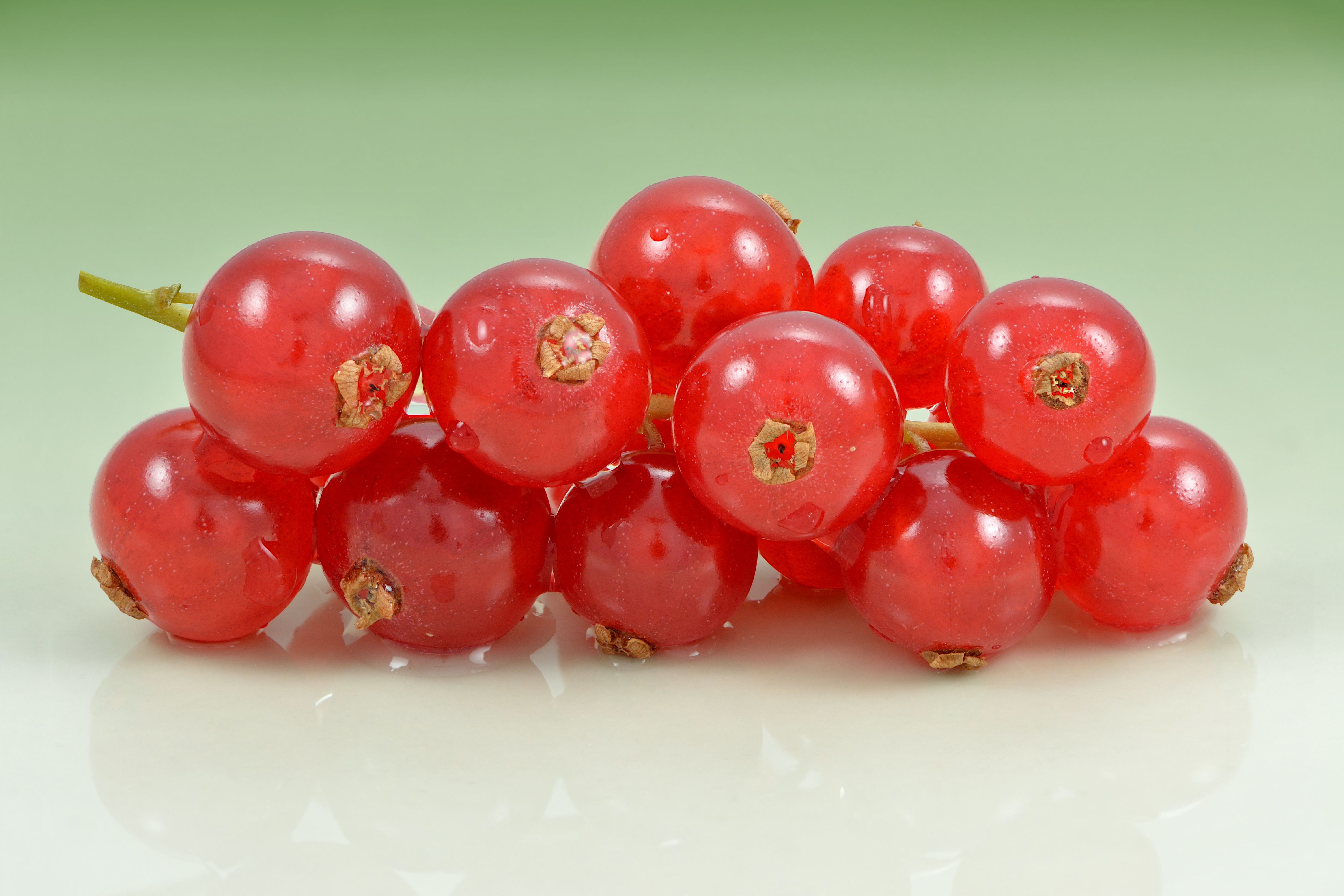
Frutas

A fruta é muito utilizada para a fabricação de xaropes, refrescos e geleias e é um dos principais ingredientes da culinária de países do norte da Europa.